# 費利西亞諾·洛佩斯
費利西亞諾·洛佩斯（Feliciano López，1981年9月20日—），生于西班牙托萊多，已退役的西班牙職業網球運動員。
他在2004年贏得了自己的第一個單打冠軍。歷史最高排名12位。2010年6月，洛佩斯在女王盃八強遭遇拉斐爾·納達爾，以7-6(7-5), 6-4直落二盤將其淘汰出局，終止納達爾在2010年紅土賽季以來的不分場地24連勝與2008年草地賽季以來的14連勝。
與大多擅打紅土球場與底線技術的西班牙球員不同，洛佩斯倒是以發球及上網截擊技術為擅長，在草地球場的戰績也遠優於紅土球場的表現，於溫網三次打進男單八強與奪得四座草地球場男單冠軍。

## 外部連結
- 官方网站
- 費利西亞諾·洛佩斯（英文/西班牙文）的官方資料
- 費利西亞諾·洛佩斯的國際網球總會 職業／青少年 官方資料（英文）
- 費利西亞諾·洛佩斯的官方資料（英文）
- 費利西亞諾·洛佩斯的Facebook專頁
- 費利西亞諾·洛佩斯的X（前Twitter） （西班牙文）/（英文）